# Санкт Ингберт
Санкт Ингберт (њем. St. Ingbert) град је у њемачкој савезној држави Сарланд. Једно је од 7 општинских средишта округа Сарпфалц. Према процјени из 2010. у граду је живјело 37.652 становника. Посједује регионалну шифру (AGS) 10045117, NUTS (DEC05) и LOCODE (DE STI) код.

## Географски и демографски подаци
Санкт Ингберт се налази у савезној држави Сарланд у округу Сарпфалц. Град се налази на надморској висини од 215–402 метра. Површина општине износи 50,0 km². У самом граду је, према процјени из 2010. године, живјело 37.652 становника. Просјечна густина становништва износи 753 становника/km².

## Међународна сарадња
| Мјесто | Држава    | Врста сарадње | Од    |
| ------ | --------- | ------------- | ----- |
|        | САД       | пријатељство  | 1996. |
|        | Сенегал   | партнерство   | 1986. |
|        | Француска | партнерство   | 1981. |
| Извор  |           |               |       |